# Eupithecia scabrogata
Eupithecia scabrogata là một loài bướm đêm trong họ Geometridae.

## Hình ảnh

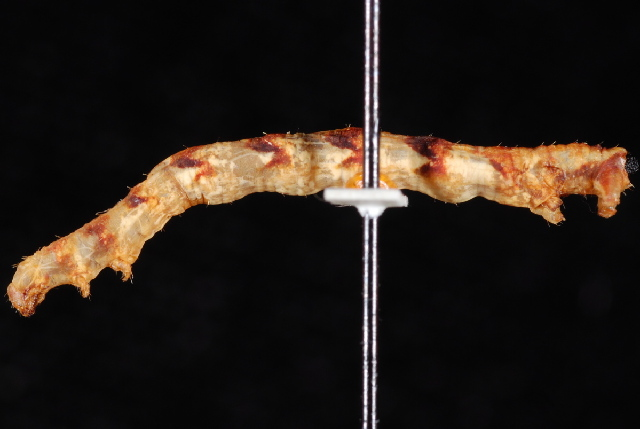